# Безлистни
Безлистните (Rhyniophyta) са отдел растения, съществували между силур и девон и известни днес от запазени фосили. Смята се, че това са най-старите васкуларни растения, от които произлизат съществуващите днес групи. Те се прикрепват към почвата с ризоиди. Листа липсват или са слабо развити, като фотосинтезата се извършва в стъблата.